# Buxières-les-Mines
Pour les articles homonymes, voir Buxières.
Buxières-les-Mines est une commune française, située dans le département de l'Allier en région Auvergne-Rhône-Alpes.

## Géographie

### Localisation
Le bourg de Buxières est établi sur un éperon dominant le cours du Bandais, affluent de l'Aumance.
Ses communes limitrophes sont :
| Vieure    | Ygrande            | Saint-Aubin-le-Monial Saint-Hilaire |
| Tortezais | Buxières-les-Mines |                                     |
| Murat     | Chavenon           | Rocles Saint-Sornin                 |

### Géologie
La carrière des Rocs a produit diverses espèces minérales en cristaux, principalement de la très belle fluorine violette en boule, mais aussi de la sphalérite, de la galène et de la cérusite.

### Climat
Pour des articles plus généraux, voir Climat d'Auvergne-Rhône-Alpes et Climat de l'Allier.
En 2010, le climat de la commune est de type climat océanique dégradé des plaines du Centre et du Nord, selon une étude du CNRS s'appuyant sur une série de données couvrant la période 1971-2000. En 2020, Météo-France publie une typologie des climats de la France métropolitaine dans laquelle la commune est dans une zone de transition entre le climat océanique altéré et le climat de montagne ou de marges de montagne et est dans la région climatique Ouest et nord-ouest du Massif Central, caractérisée par une pluviométrie annuelle de 900 à 1 500 mm, maximale en automne et en hiver.
Pour la période 1971-2000, la température annuelle moyenne est de 11,2 °C, avec une amplitude thermique annuelle de 16 °C. Le cumul annuel moyen de précipitations est de 810 mm, avec 11,3 jours de précipitations en janvier et 7,1 jours en juillet. Pour la période 1991-2020, la température moyenne annuelle observée sur la station météorologique de Météo-France la plus proche, « Tortezais_sapc », sur la commune de Tortezais à 8 km à vol d'oiseau, est de 11,6 °C et le cumul annuel moyen de précipitations est de 757,2 mm,. Pour l'avenir, les paramètres climatiques de la commune estimés pour 2050 selon différents scénarios d'émission de gaz à effet de serre sont consultables sur un site dédié publié par Météo-France en novembre 2022.

## Urbanisme

### Typologie
Au 1er janvier 2024, Buxières-les-Mines est catégorisée commune rurale à habitat très dispersé, selon la nouvelle grille communale de densité à 7 niveaux définie par l'Insee en 2022.
Elle est située hors unité urbaine et hors attraction des villes,.

### Occupation des sols

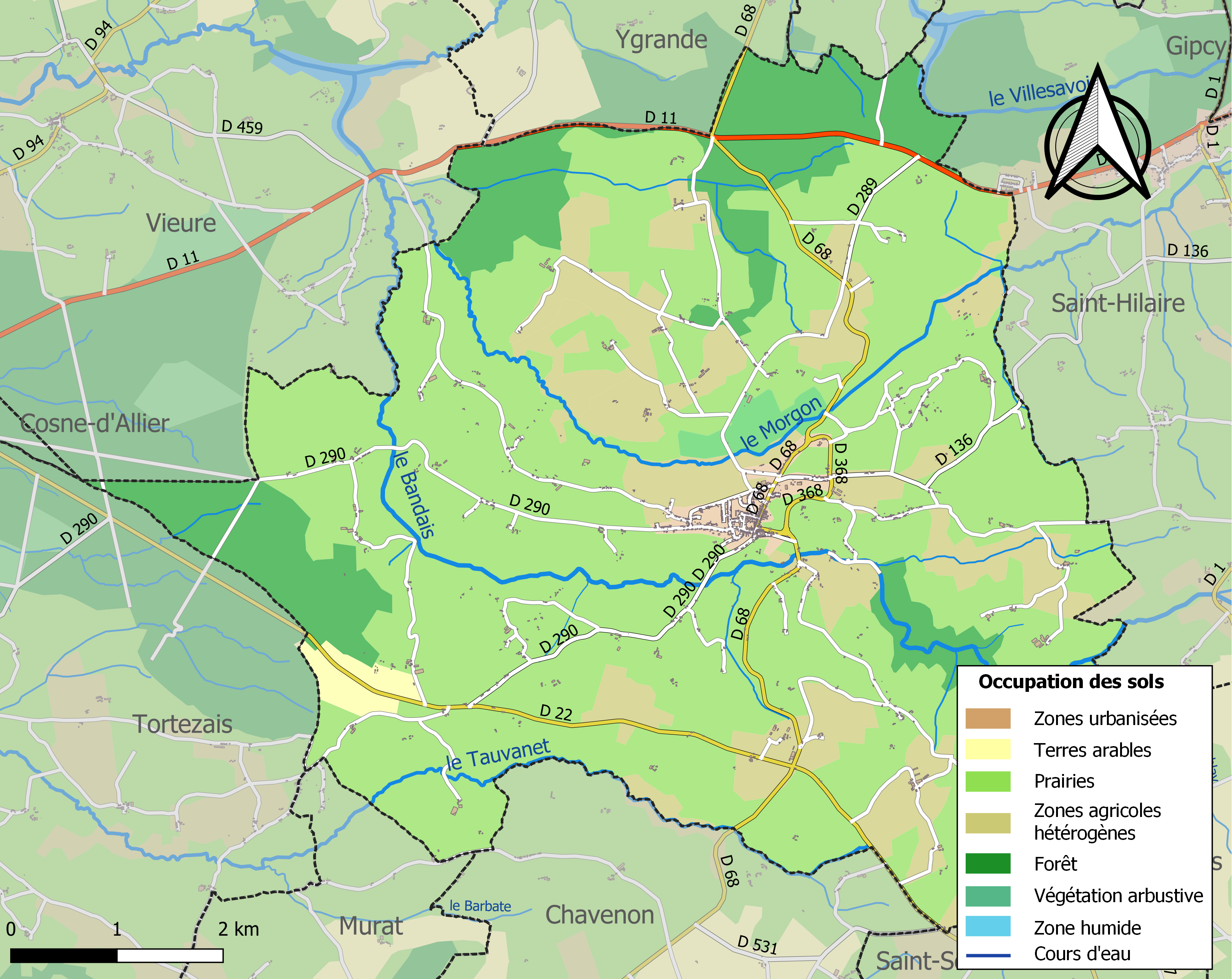
Carte des infrastructures et de l'occupation des sols de la commune en 2018 (CLC).

L'occupation des sols de la commune, telle qu'elle ressort de la base de données européenne d’occupation biophysique des sols Corine Land Cover (CLC), est marquée par l'importance des territoires agricoles (83,9 % en 2018), une proportion sensiblement équivalente à celle de 1990 (84 %). La répartition détaillée en 2018 est la suivante : prairies (68 %), zones agricoles hétérogènes (15 %), forêts (13,7 %), zones urbanisées (1,3 %), terres arables (1 %), milieux à végétation arbustive et/ou herbacée (1 %).
L'IGN met par ailleurs à disposition un outil en ligne permettant de comparer l’évolution dans le temps de l’occupation des sols de la commune (ou de territoires à des échelles différentes). Plusieurs époques sont accessibles sous forme de cartes ou photos aériennes : la carte de Cassini (XVIIIe siècle), la carte d'état-major (1820-1866) et la période actuelle (1950 à aujourd'hui).

## Histoire
A l'époque gallo-romaine, la présence humaine est attestée par les fouilles menées au lieu-dit de la Chassagne, où l'on exploitait déjà les schistes bitumineux pour la fabrication d'objets divers tels que des bracelets et anneaux. Il y avait une villa romaine près du site de Dorrière.
Au Moyen Âge, on trouve sur le territoire de la commune plusieurs fiefs, dépendant de la châtellenie de Bourbon ou de celles d'Hérisson ou de Murat : Biotière, qui a donné son nom à une importante famille bourbonnaise, Bost, Bouan, Le Bouis, Dorrière ou Aurière, Le Fragne, Froy, dont les châteaux ont disparu, mais dont il reste parfois des vestiges dans des bâtiments de fermes, Ditière ou Guittière et surtout La Condemine et Saragousse. Le bourg était blotti en cercle autour de l'église Saint-Maurice.
Pendant la Fronde, le château de La Condemine, aux mains du prince de Condé, est assiégé et pris par le gouverneur du Bourbonnais, Saint-Géran.
Au XIXe siècle, l'exploitation des mines de charbon transforme la commune. C'est en 1880 que Buxières-la-Grue devient Buxières-les-Mines. Le site du puits du Méglin est la dernière mine de charbon privée d'Auvergne (et l’avant dernière du Massif Central) à fermer ses portes, le 1er juin 1963. La mine est définitivement fermée en 2000.

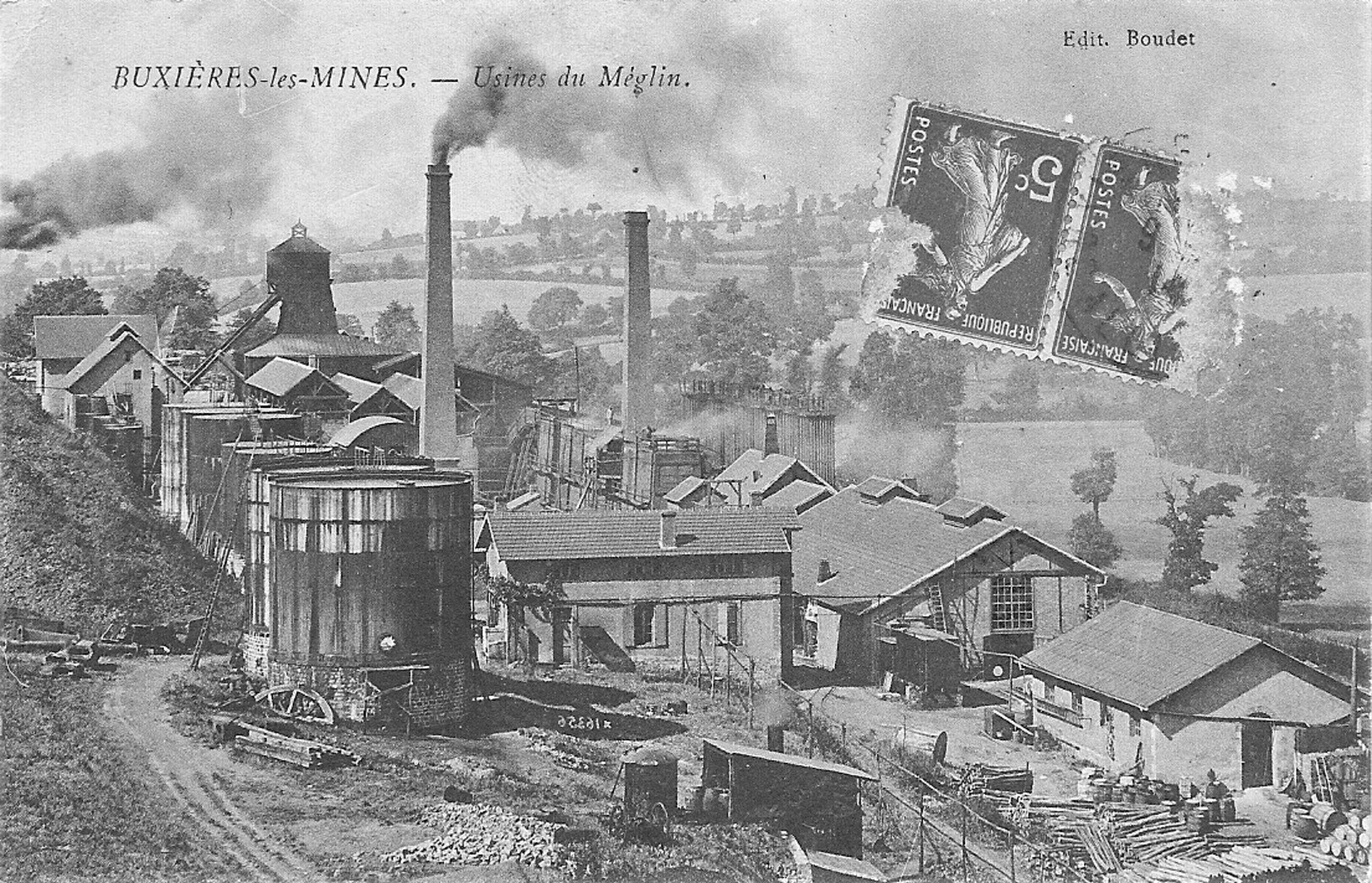
Le puits du Méglin et sa cokerie.
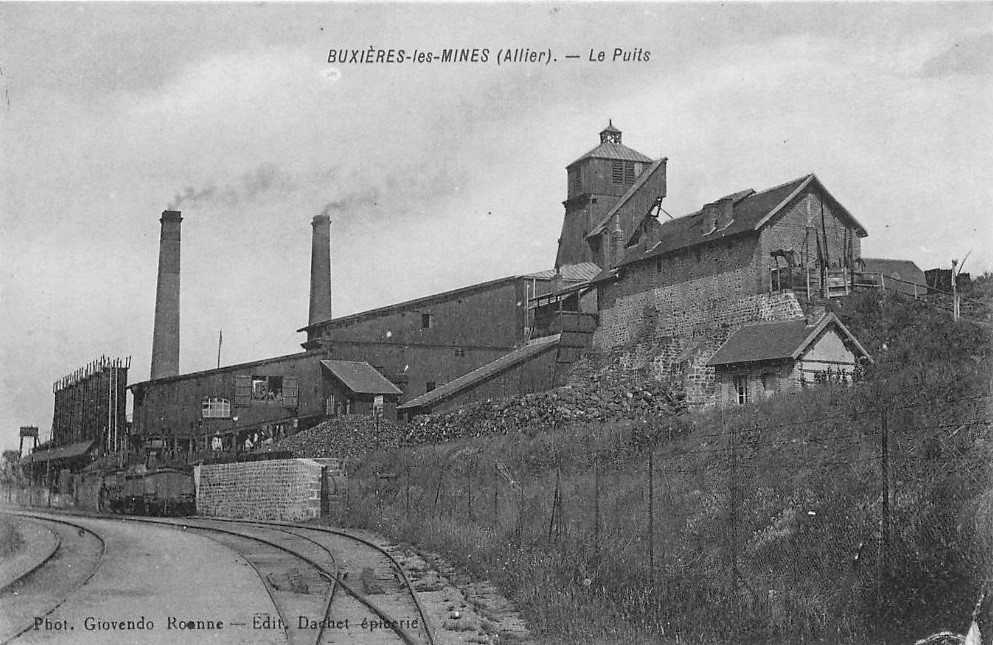
Autre vue avec le triage.
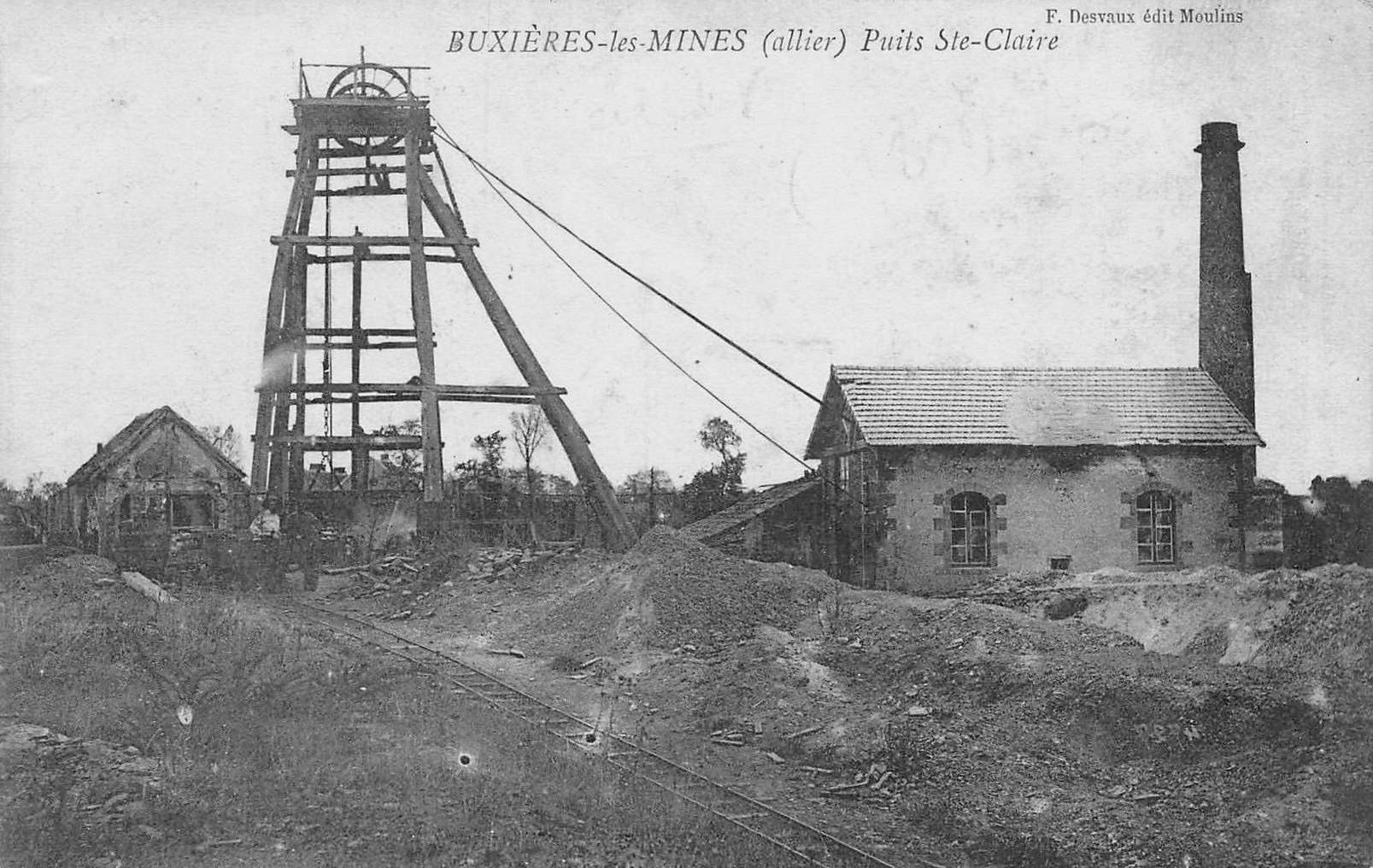
Le puits Saint-Claire.
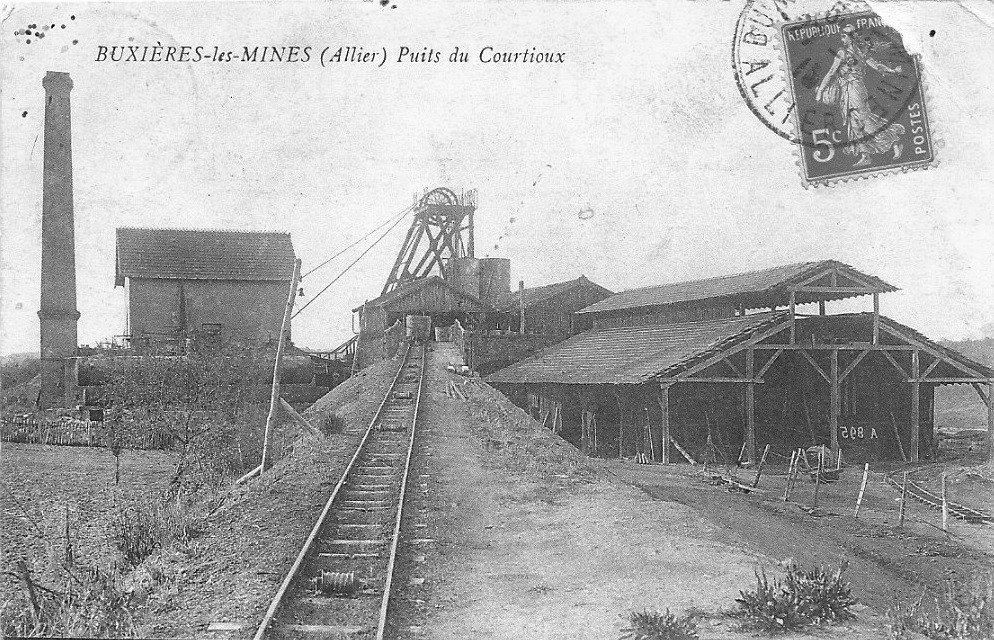
Le puits du Courtioux.

## Transports
La gare de Chavenon, située à proximité, était utilisée pour les expéditions du charbon produit dans la mine. Aujourd'hui, il ne reste plus qu'une ligne de car régulière pour le transport des voyageurs en direction de Moulins et de Montluçon.

## Politique et administration
| Période                                  | Période        | Identité         | Étiquette | Qualité              |
| ---------------------------------------- | -------------- | ---------------- | --------- | -------------------- |
| Les données manquantes sont à compléter. |                |                  |           |                      |
| mars 1977                                | juin 1995      | André Guillaumet | PCF       | Coiffeur retraité    |
| juin 1995                                | mars 2008      | Gilles Denis     |           | Infirmier libéral    |
| mars 2008                                | 3 juillet 2020 | François Olivier | PCF       | Agriculteur retraité |
| 3 juillet 2020                           | octobre 2021   | Agnès Bounab     |           |                      |
| 8 octobre 2021                           | En cours       | Brigitte Olivier | PCF ?     |                      |

## Population et société

### Démographie
L'évolution du nombre d'habitants est connue à travers les recensements de la population effectués dans la commune depuis 1793. Pour les communes de moins de 10 000 habitants, une enquête de recensement portant sur toute la population est réalisée tous les cinq ans, les populations de référence des années intermédiaires étant quant à elles estimées par interpolation ou extrapolation. Pour la commune, le premier recensement exhaustif entrant dans le cadre du nouveau dispositif a été réalisé en 2005.

En 2022, la commune comptait 1 001 habitants, en évolution de −5,48 % par rapport à 2016 (Allier : −1,38 %, France hors Mayotte : +2,11 %).
| 1793  | 1800 | 1806  | 1821  | 1831  | 1836  | 1841  | 1846  | 1851  |
| ----- | ---- | ----- | ----- | ----- | ----- | ----- | ----- | ----- |
| 1 565 | 664  | 1 348 | 1 410 | 1 707 | 1 713 | 1 613 | 1 663 | 1 662 |

| 1856  | 1861  | 1866  | 1872  | 1876  | 1881  | 1886  | 1891  | 1896  |
| ----- | ----- | ----- | ----- | ----- | ----- | ----- | ----- | ----- |
| 1 742 | 2 442 | 2 623 | 2 699 | 2 903 | 2 859 | 3 079 | 3 184 | 3 096 |

| 1901  | 1906  | 1911  | 1921  | 1926  | 1931  | 1936  | 1946  | 1954  |
| ----- | ----- | ----- | ----- | ----- | ----- | ----- | ----- | ----- |
| 3 349 | 3 375 | 3 153 | 2 822 | 2 406 | 2 351 | 2 312 | 2 363 | 2 025 |

| 1962  | 1968  | 1975  | 1982  | 1990  | 1999  | 2005  | 2006  | 2010  |
| ----- | ----- | ----- | ----- | ----- | ----- | ----- | ----- | ----- |
| 1 949 | 1 661 | 1 379 | 1 380 | 1 241 | 1 180 | 1 097 | 1 089 | 1 076 |

| 2015  | 2020  | 2022  | - | - | - | - | - | - |
| ----- | ----- | ----- | - | - | - | - | - | - |
| 1 065 | 1 010 | 1 001 | - | - | - | - | - | - |

### Manifestations culturelles et festivités
- Des expositions et des animations ont lieu toute l'année dans la salle municipale, organisées par les nombreuses associations locales.

## Culture locale et patrimoine

### Lieux et monuments
- Église Saint-Maurice des XIIe et XIVe siècles, classée en 1886 au titre des monuments historiques[25]. Elle fait partie des nombreuses églises romanes du pays de Souvigny.
- Château de la Condemine inscrit en 1928 au titre des monuments historiques[26]. Enceinte polygonale XIIIe – XIVe siècle, remaniée[27].
- Plan d'eau inauguré en 2007 par la municipalité communiste à la place de l'ancienne mine, définitivement fermée en 2000.
- Vestiges miniers divers (terrils, ruines, corons…).

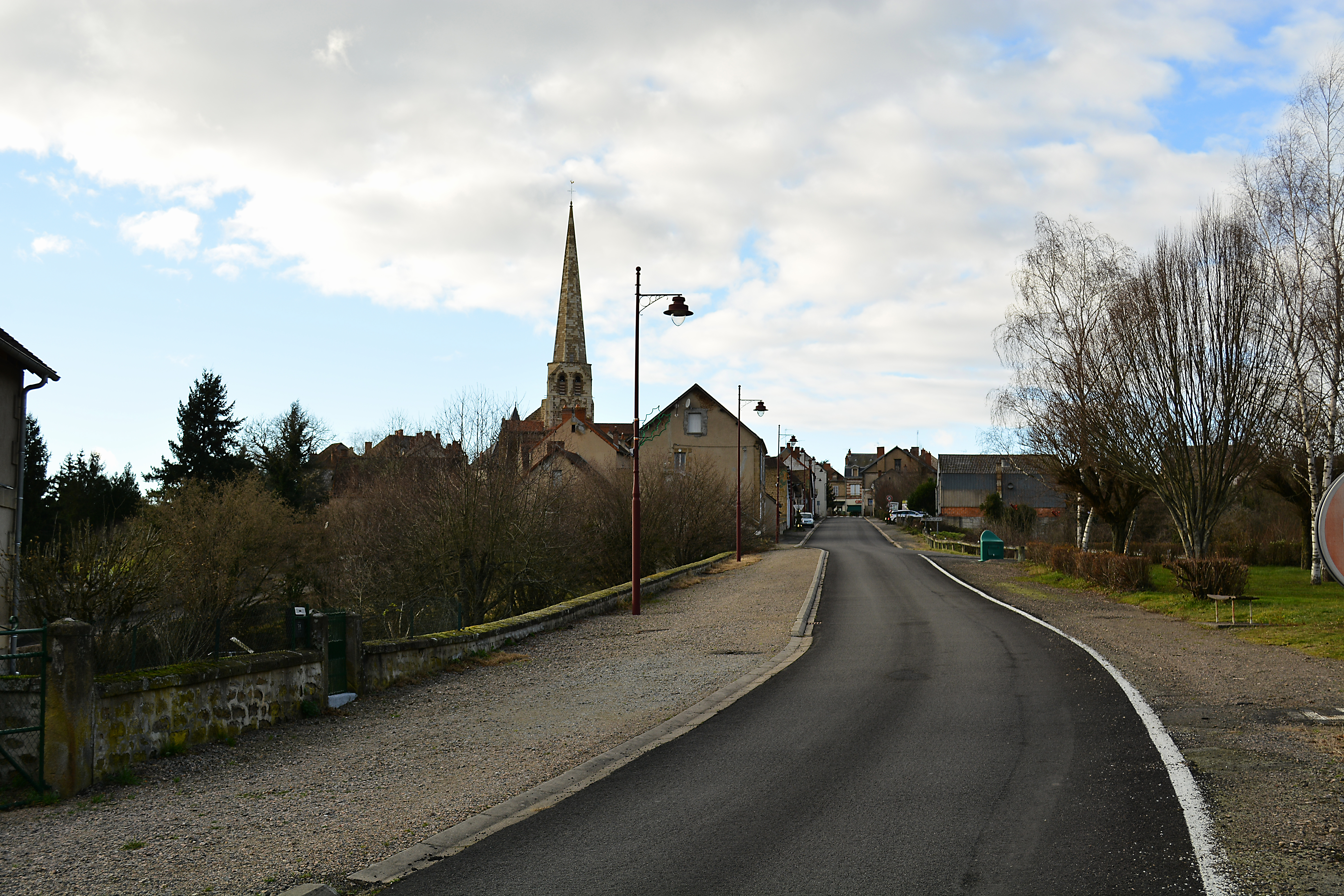
Bourg de Buxières avec l'église Saint-Maurice.
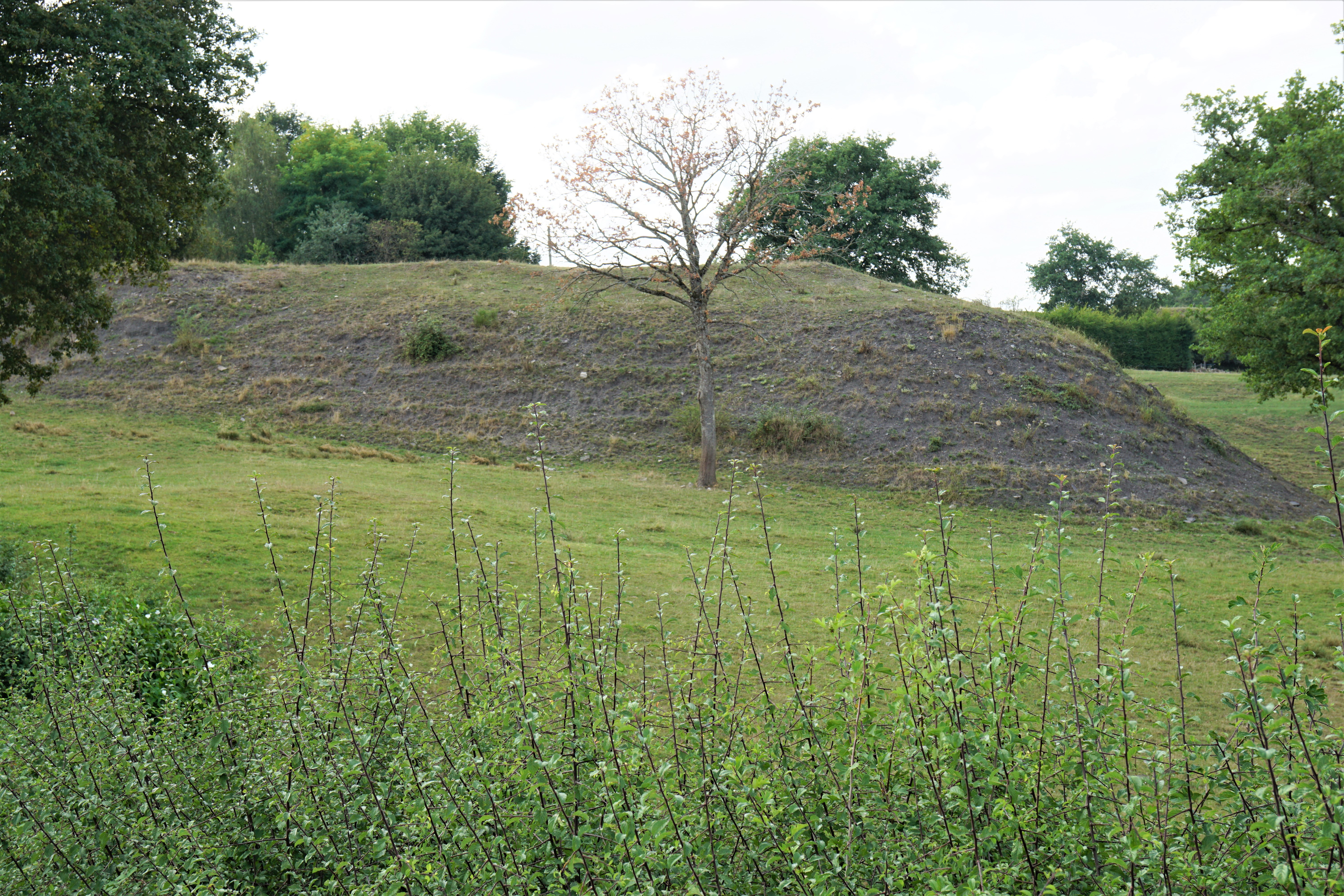
Terril du puits Saint-Charles.
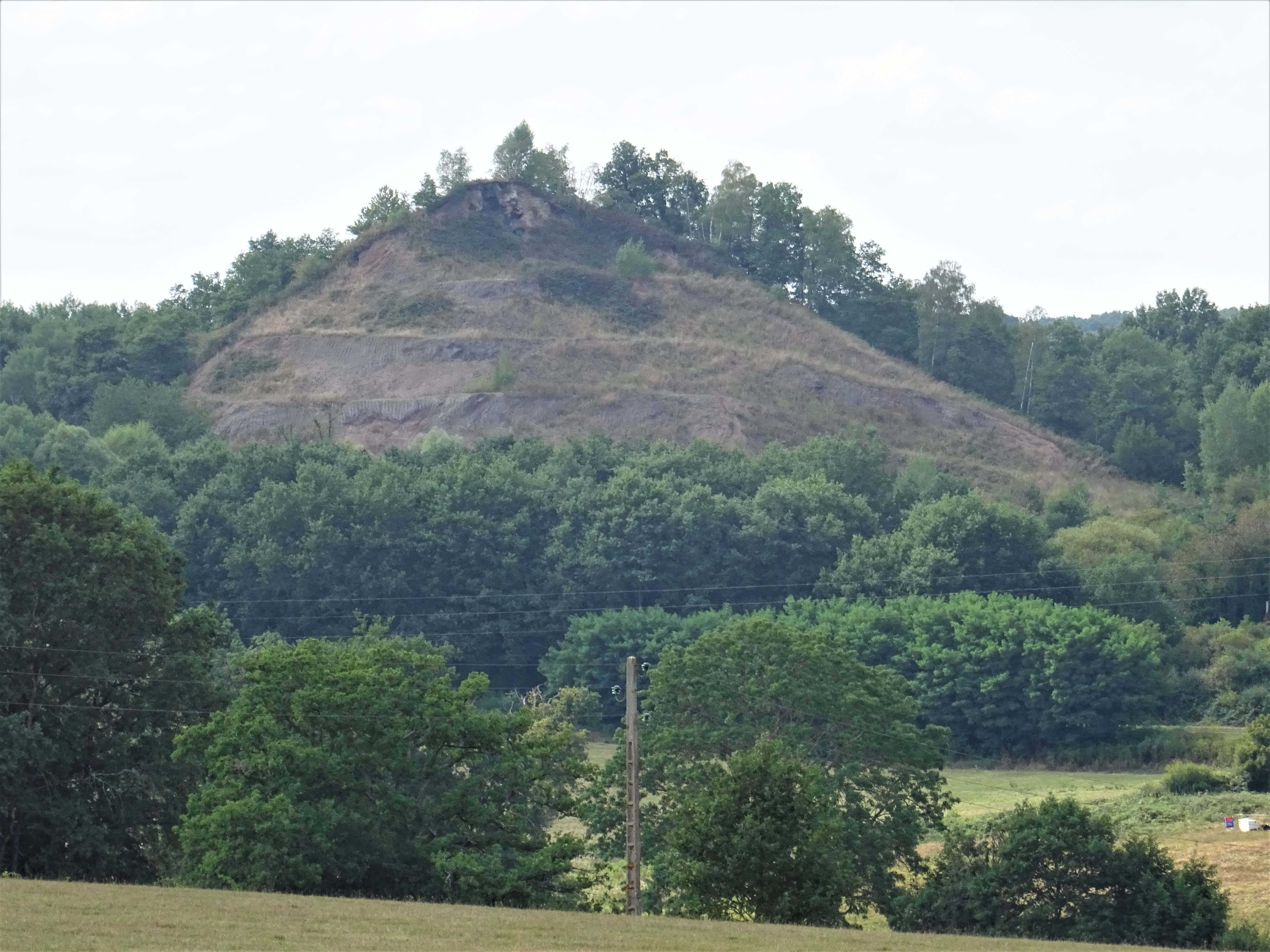
Terril conique de Buxières-les-Mines.
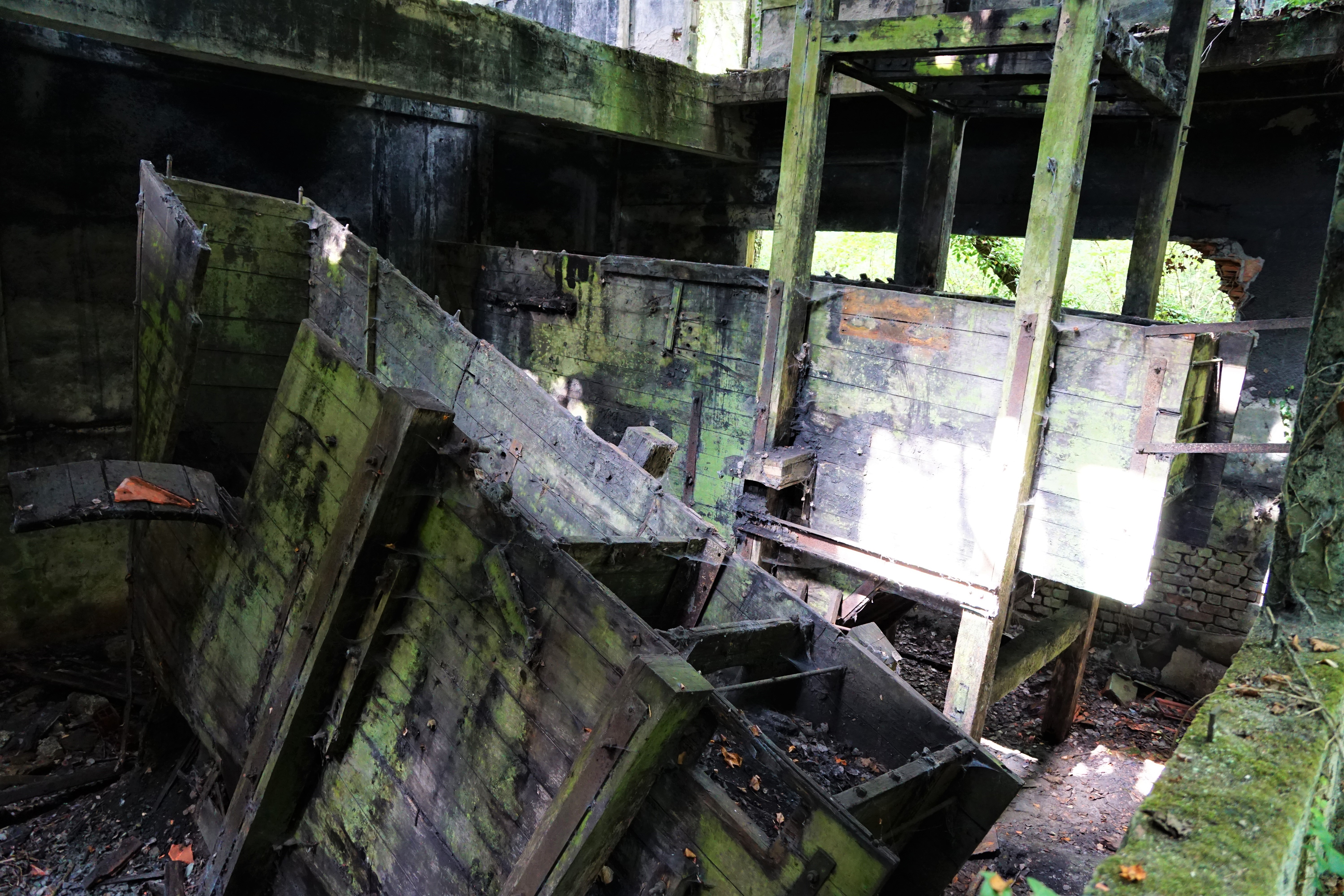
Lavoir du puits du Méglin (Buxières-les-Mines).
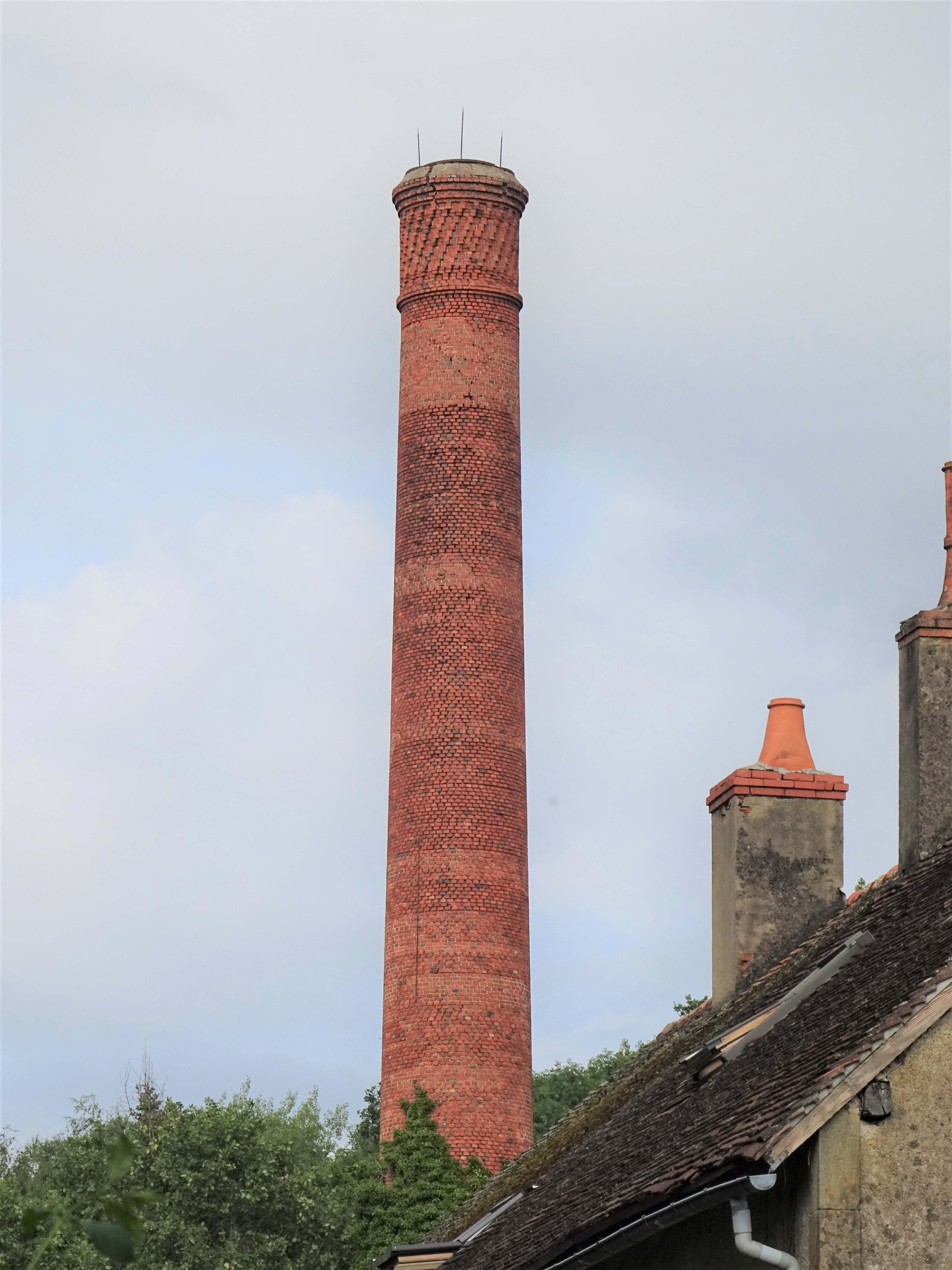
Cheminée du Méglin.

### Personnalités liées à la commune
Sont attachés à l'histoire de la commune : 
- Louis Ganne (Buxières-les-Mines 1862 - 1923), compositeur d'opérettes ;
- Edmond Malo (Buxières-les-Mines 1862 - 1939), architecte ayant exercé à Chalon-sur-Saône[28].